# سارا هندریکسون
 سارا هندریکسون (انگلیسی: Sarah Hendrickson؛ زادهٔ ۱ اوت ۱۹۹۴) یک اسکی‌باز پرش اهل ایالات متحده آمریکا است. 